# Kościół Santa Maria della Carità w Wenecji
Kościół Santa Maria della Carità (nazwa w pol. kościół Matki Bożej Miłosierdzia) – były rzymskokatolicki kościół w Wenecji, w dzielnicy (sestiere) Dorsoduro). Administracyjnie należał do patriarchatu Wenecji. Stanowi część kompleksu architektonicznego, na który składa się, oprócz niego, siedziba scuoli pod tym samym wezwaniem oraz klasztor kanoników laterańskich. Zakon władający klasztorem został zniesiony w 1768 roku, po czym ten sam los spotkał kościół. Cały kompleks podupadł wraz z upadkiem Republiki Weneckiej. Na mocy dekretów napoleońskiego Królestwa Włoch został w 1807 roku przekazany na potrzeby wystawiennicze miejscowej Akademii Sztuk Pięknych (Accademia di Belle Arti di Venezia), która po jego wyremontowaniu otworzyła w nim w 1817 roku swoją galerię sztuki – Gallerie dell’Accademia. 

## Historia

### Pierwotny kościół i klasztor
Pierwszy udokumentowany kościół wraz z klasztorem na tym miejscu został założony w 1134 roku przez pewien zakon augustiański z Rawenny, chociaż według tradycji istniał przedtem w tym miejscu drewniany kościół, wzniesiony dla przechowywania cudami słynącego wizerunku Madonny. Według podań w klasztorze w 1177 roku miał znaleźć schronienie papież Aleksander III, który potajemnie opuścił Rzym, aby uciec przed gniewem swego wroga, cesarza Fryderyka Barbarossy. W klasztorze mieszkał potajemnie sześć miesięcy. 5 kwietnia konsekrował kościół. Jego prawdziwą tożsamość miał odkryć przez przypadek pewien francuski gość i ujawnić ją Signorii weneckiej. Po tym fakcie doża Wenecji Sebastiano Ziani doprowadził do zgody cesarza z papieżem, której wyrazem było uklęknięcie cesarza przed papieżem w bazylice św. Marka. Przy tej okazji, w geście wdzięczności, Aleksander III miał wręczyć doży pierścień jako symbol panowania Wenecji na morzu.
W 1260 roku budynki klasztoru przeszły w ręce Scuola Grande di Santa Maria della Carità, najstarszej z sześciu weneckich Scuole Grande w Wenecji, założonej w tym samym roku w kościele San Leonardo, w dzielnicy Cannaregio. Była ona początkowo bractwem flagelantów, podobnie jak wszystkie sześć pierwotnych Scuole Grande. W tym czasie kościół miał zewnętrzny ganek, charakterystyczny niegdyś element architektoniczny w Wenecji, obecnie zachowany tylko w dwóch kościołach: San Nicolò dei Mendicoli i San Giacomo di Rialto. W 1344 roku obok klasztoru zbudowano salę zebrań bractwa.

### Nowy kościół i klasztor
W latach 1441–1452 zbudowano większy kościół, utrzymany w stylu gotyckim, pod kierunkiem Bartolomea Bona. Został on usytuowany bokiem do Canal Grande, natomiast jego wysoka fasada, zwieńczona szczytem w formie trójliścia i ozdobionym podwieszonym fryzem arkadkowym, wychodzi na campo della Carità. Prostopadle do niej usytuowany został łukowo zamknięty portal, ozdobiony marmurowymi płaskorzeźbami, stanowiący wejście do klasztoru.
W marcu 1561 roku kanonicy laterańscy powierzyli Andrei Palladiowi sporządzenie projektu przebudowy klasztoru. Projekt Palladia był wyraźnie inspirowany jego studiami starożytnego domu rzymskiego, z atrium z monumentalnymi kolumnami w porządku kompozytowym oraz z dwoma dziedzińcami przedzielonymi refektarzem. Projektu tego nie udało się jednak w pełni zrealizować. Roboty budowlane zostały przerwane w 1569 roku, a atrium zostało zniszczone przez pożar w 1630 roku. Pierwotny zamysł Palladia można w przybliżeniu odczytać z ilustracji, zawartych w jego książce "I quattro libri dell'architettura". Z tego projektu zachowały się do dziś zasadniczo trzy fragmenty architektoniczne: owalna klatka schodowa, pusta w środku, zakrystia kościoła wzorowana na starożytnym, rzymskim tablinum i wielka, trzykondygnacyjna ściana klasztorna, zbudowana w trzech porządkach architektonicznych. Zakon kanoników został zniesiony w 1768 roku, później ten sam los spotkał i kościół, który częściowo rozebrano. Nieco wcześniej, 17 marca 1741 roku, zawaliła się jego dzwonnica, wpadając do kanału.

### Przekształcenie byłego kościoła i klasztoru w muzeum sztuki
Na mocy dekretu napoleońskiego Królestwa Włoch z 5 czerwca 1805 roku (oraz kolejnych dekretów) zainicjowano w Wenecji proces kasat i przekształceń kościołów i klasztorów oraz zmian granic parafii. W 1807 roku zdecydowano, że cały kompleks Santa Maria della Carità zostanie przekształcony w siedzibę weneckiej Akademii Sztuk Pięknych. Prace rozpoczęły się w 1811 roku pod kierunkiem Giannantonia Selvy, a Galeria została otwarta w 1817 roku. Gotycki kościół doznał w trakcie prac adaptacyjnych większych uszkodzeń niż klasztor. Pozbawiono go wszelkiej dekoracji, chór organowy i kaplice zostały zniszczone, okna zamurowane, zaś wnętrze podzielono poziomo na dwie kondygnacje. Skutki niektórych z tych prac usunięto w połowie XX wieku. 

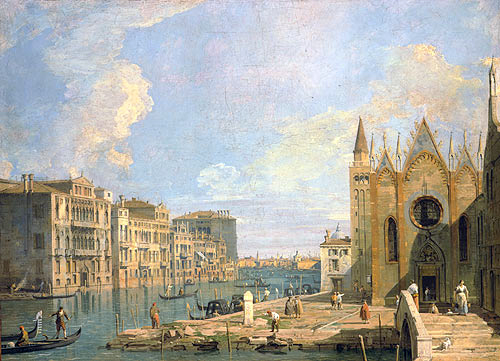
Canaletto, Widok Canal Grande z Santa Maria della Carità w kierunku Basenu św. Marka, 1726, Pinacoteca Giovanni e Marella Agnelli w Turynie
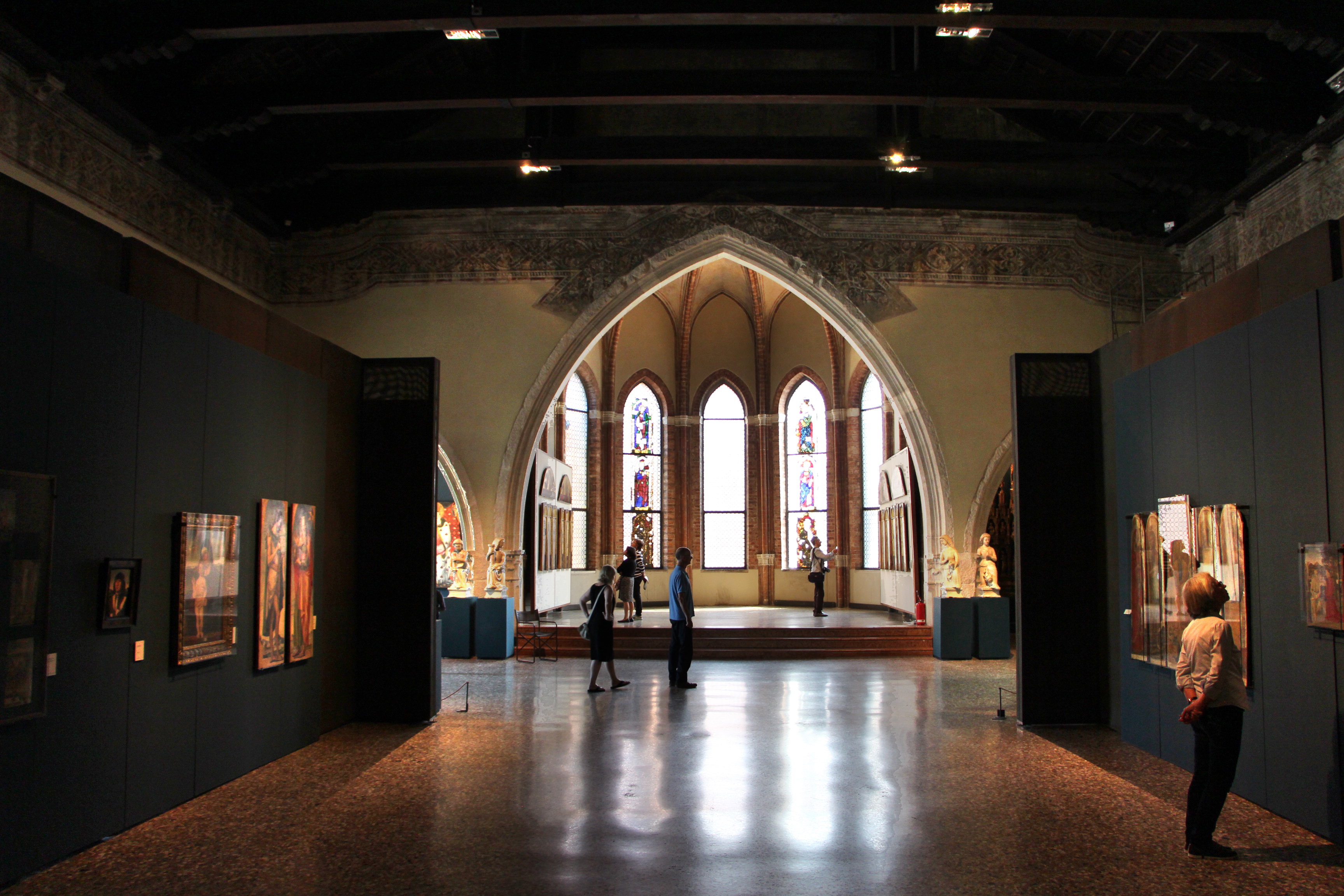
Wnętrze byłego kościoła – sala wystawowa
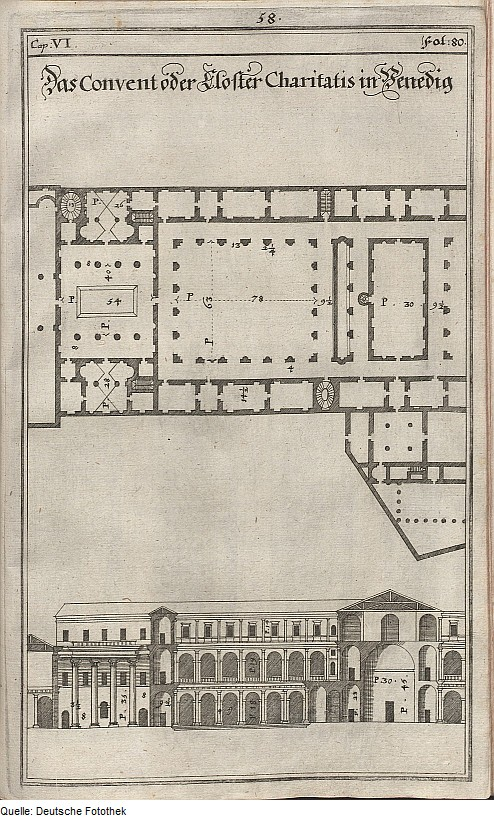
Plan klasztoru i rzut fasady, wyd. Georg Andreas, 1698 (zbiory Deutsche Fotothek)
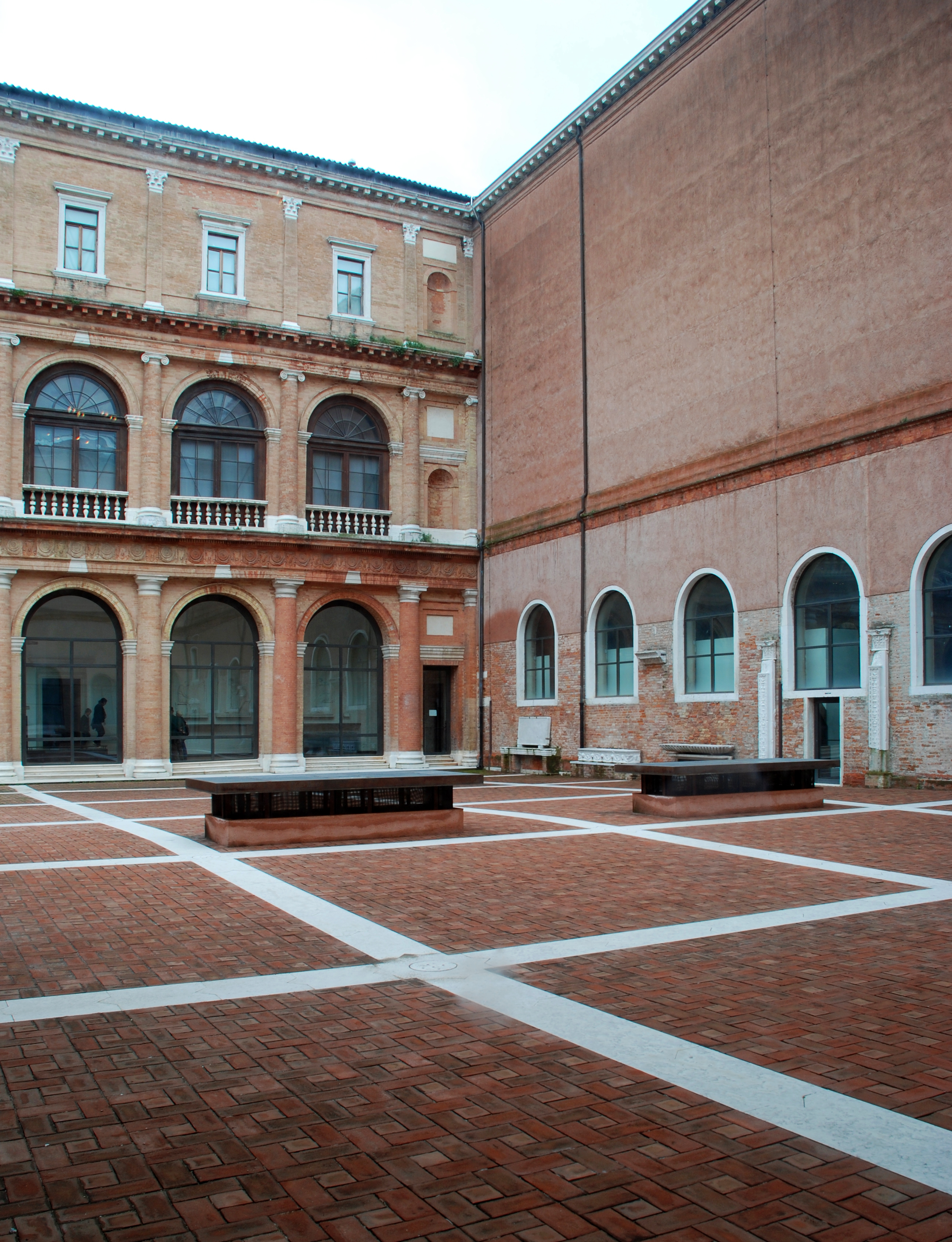
Dziedziniec byłego klasztoru – na dalszym planie zachowany fragment autorstwa Andrei Palladia